# Johnny Logan
Johnny Logan (* 13. květen 1954 Frankston) je irský zpěvák a skladatel, který třikrát vyhrál pěveckou soutěž Eurovision Song Contest – dvakrát jako zpěvák a jednou jako skladatel. Poprvé vyhrál v roce 1980 s písní „What's Another Year“ od Shay Healy. V roce 1984 složil píseň „Terminal 3“, která se umístila na druhém místě a zazpívala ji Linda Martin. Podruhé vyhrál soutěž v roce 1987 s písní „Hold Me Now“, kterou sám napsal. Jeho třetí vítězství přišlo v roce 1992, kdy jako skladatel napsal píseň „Why Me?“ pro Lindu Martin.

## Biografie

### Mládí a raná kariéra

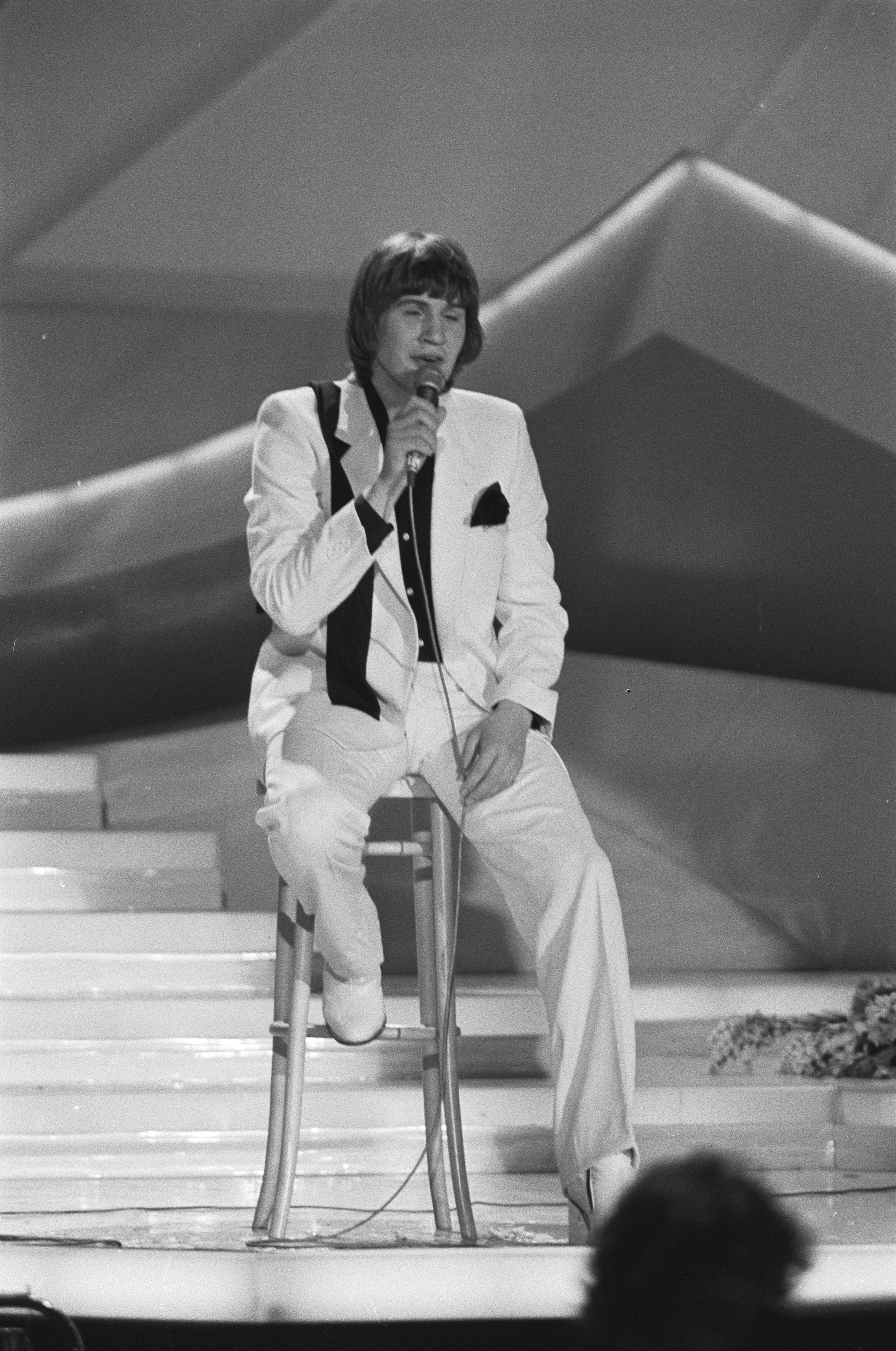
Johnny Logan na Eurovision Song Contest 1980

Narodil se jako Seán Patrick Michael Sherrard v australském Frankstonu ve Victorii. Jeho otec Charles Alphonsus Sherrard byl irský tenor, známější jako Patrick O'Hagan, a v době jeho narození právě vystupoval v Austrálii. Rodina se zpět do Irska přestěhovala, když mu byly tři roky. Naučil se hrát na kytaru a od 13 let si začal skládat vlastní písně. Zatím co se učil na elektrikáře, vystupoval v lidových a bluesových klubech. V roce 1976 se objevil v hlavní roli Adama v irském muzikále Adam a Eva. Následující rok si zahrál Josepha v inscenaci Joseph & The Amazing Technicolor Dreamcoat, kterou napsali Tim Rice a Andrew Lloyd Webber.
Svůj pseudonym Johnny Logan přejal od hlavní postavy ve filmu Johnny Guitar. První singl vydal v roce 1978. Poprvé se pokoušel vstoupit na Eurovision Song Contest v roce 1979, kdy se v irském národním finále umístil na třetím místě s písní „Angie“.

### Eurovision Song Contest 1980
V roce 1980 se opět zúčastnil irského národního výběru pro Eurovision Song Contest s písní od Shay Healy „What's Another Year“. S písní vyhrál finále národního výběru, které se konalo 9. března v Dublinu.
25. ročník soutěže se konal v nizozemském Haagu. Po vítězství se píseň se stala hitem v celé Evropě a stala se jedničkou ve Velké Británii. Prodalo se přes tři miliony kopií.
Zahrál si Josepha v rockovém muzikále Rock Nativity podle Davida Wooda. Hudbu složili Tony Hatch a Jackie Trent. Muzikál Rock Nativity se uskutečnil 24. prosince 1980 v irském Cork Opera House a bylo vysíláno společností RTÉ.

### Eurovision Song Contest 1987
V roce 1984 složil píseň „Terminal 3“, se kterou Linda Martin reprezentovala Irsko na Eurovision Song Contest 1984 v Lucembursku a umístila se na druhém místě. V roce 1985 vydal album Straight From the Heart.
V roce 1986 napsal píseň „If I Can Change Your Mind“, kterou v národním kole zazpívala Linda Martin. Píseň se umístila na čtvrtém místě se 14 body.
V roce 1987 se rozhodl, že opět zkusí štěstí na Eurovision Song Contest a sám si napsal píseň „Hold Me Now'“. S písní vyhrál národní finále a reprezentoval Irsko v Eurovision Song Contest v Belgii. Píseň opět vyhrála a píseň se stala velkým evropským hitem. Ve Velké Británii se vyšplhala na číslo dva a singlu se prodalo více než 6 milionů kopií.
Zapálený pokračoval v tomto úspěchu, když vydal cover písně „I'm Not in Love“ od skupiny 10cc, kterou produkoval Paul Hardcastle. Singl i album se do britských žebříčků probojovali, ale nezaznamenaly velký úspěch.

### Eurovision Song Contest 1992
V roce 1992 spolupracoval s Lindou a dal vzniknout písni „Why Me?“. Následně byla píseň zvolena vítězem irského finále a reprezentovala zemi ve Švédsku. Díky vítězství písně se stal nejúspěšnějším umělcem v celé historii Eurovize se třemi vítězstvími.

### Doba po Eurovision Song Contest
Stále vystupuje a píše písně. Někdy se mu přezdívá „Mister Eurovision“, ať už mezi fanoušky soutěže nebo v médiích. Během své více než čtyřicetileté kariéry vydal více než 40 singlů a 19 alb.